# Yoon Jong-bin
Yoon Jong-bin (윤종빈, né le 20 décembre 1979) est un réalisateur et scénariste sud-coréen.

## Biographie
Yoon Jong-bin étudie à l'université Chung-Ang dont son film de fin d'études est The Unforgiven (en), qui traite des codes dans l'armée coréenne. En dépit de son budget limité, le film est un grand succès au Festival international du film de Busan de 2005 et remporte plusieurs prix, dont le NETPAC. Il est ensuite projeté dans de nombreux festivals, remportant des prix et est reconnu par la critique internationale,.   
Son deuxième film, Beastie Boys (en), traite de la prostitution masculine à travers des hommes travaillant dans de discrets bars des quartiers branchés du sud de Séoul,.
Dans son troisième film, Nameless Gangster, Yoon s'attaque à la corruption chez les procureurs et les agents des douanes et leur collusion avec la mafia (kkangpae (en)) dans le Busan des années 1980-1990,. À la différence de ses deux premiers films, la saga de gangsters de Yoon est populaire au box-office et devient l'un des plus grands succès nationaux de 2012,.
Yoon a également exploré les thèmes de l'injustice et de la violence dans son quatrième film, Kundo, un récit sur des bandits Joseon au 19e siècle combattant les aristocrates et les fonctionnaires corrompus. En ne donnant pas au protagoniste des « caractéristiques de héros », Yoon a déclaré vouloir dire à travers le film que « ce ne sont pas des personnes spéciales ou talentueuses, mais des gens très ordinaires qui peuvent changer le monde, surtout en masse ».
Yoon a travaillé avec son ami et ancien camarade de l'université Chung-Ang, l'acteur Ha Jeong-woo, sur ses quatre projets.

## Filmographie

### Réalisateur et scénariste
- 2004 : Identification d'un homme (court-métrage)
- 2005 : The Unforgiven (en)
- 2008 : Beastie Boys (en)
- 2012 : Nameless Gangster
- 2014 : Kundo
- 2018 : The Spy Gone North
- 2022 : Narco-Saints (série télévisée)

### Acteur
- 2005 : The Unforgiven (en)
- 2008 : Nowhere to Turn (caméo)
- 2012 : Nameless Gangster (caméo)
- 2013 : The Agent (caméo)
- 2016 : A Quiet Dream (en)